# زائفة أليفة القلويات
زائفة أليفة القلويات (الاسم العلمي: Pseudomonas alcaliphila) هي نوع من البكتيريا تتبع جنس الزائفة من فصيلة الزوائف.